# Mousthéni
Mousthéni är en ort i Grekland.   Den ligger i prefekturen Nomós Kaválas och regionen Östra Makedonien och Thrakien, i den nordöstra delen av landet, 300 km norr om huvudstaden Aten. Mousthéni ligger 223 meter över havet och antalet invånare är 647.
Terrängen runt Mousthéni är varierad. Runt Mousthéni är det ganska glesbefolkat, med 29 invånare per kvadratkilometer. Närmaste större samhälle är Nikísiani, 9,8 km norr om Mousthéni. I omgivningarna runt Mousthéni växer i huvudsak blandskog.